# ウルリヒ (ヴュルテンベルク公)

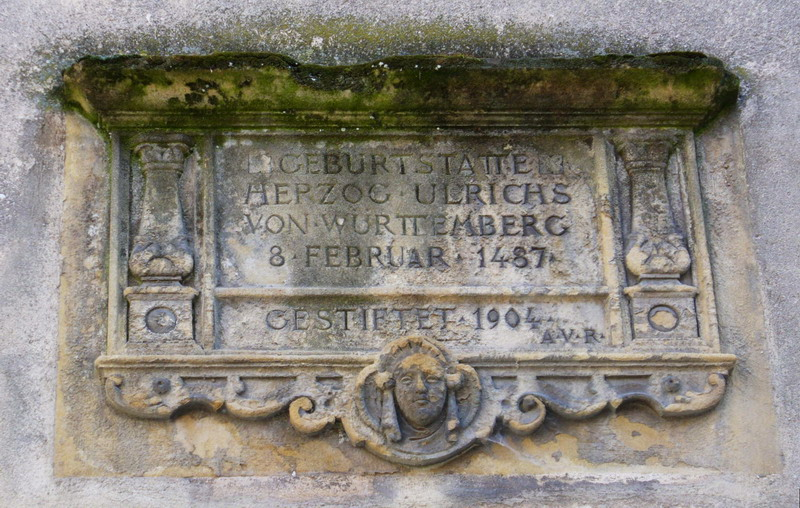
リクヴィールにあるウルリヒの記念額

ウルリヒ（Ulrich von Württemberg, 1487年2月8日 - 1550年11月6日）は、ヴュルテンベルク公（在位：1498年 - 1550年）。

## 生涯
ヴュルテンベルク＝シュトゥットガルト伯ウルリヒ5世の次男であるメンペルガルト伯ハインリヒと、その最初の妻でツヴァイブリュッケン＝ビッチュ伯家出身のエリーザベトの間の一人息子として生まれた。母はウルリヒの出生の10日後に亡くなった。ウルリヒは出生時の洗礼名をアイテル・ハインリヒ（Eitel Heinrich）といったが、堅信礼に際してウルリヒと改名した。
1498年に伯父のヴュルテンベルク公エーバーハルト2世が神聖ローマ皇帝マクシミリアン1世の策謀で廃位された時、わずか11歳だった甥のウルリヒが後継者に指名され、1503年には公爵としての親政を開始した。ウルリヒは後ろ盾であるマクシミリアン1世につき従い、1504年にはバイエルン公国で起きたランツフート継承戦争に参加、1508年にはマクシミリアン1世による不首尾に終わったローマ遠征にも随行した。また1513年には皇帝軍と一緒にフランスに侵攻している。一方、ウルリヒは領国ヴュルテンベルクでは非常に不人気な為政者だった。公爵の贅沢のせいで公国では大幅な増税をせねばならず、領民達はウルリヒの強引な税の取り立て方法に不満を募らせていった。1514年、ついに貧民コンラートの乱と呼ばれる農民一揆が発生したが、ウルリヒは領邦等族に対して上納金を支払わせる代わりに重要な政治的譲歩をしたため、一揆はすぐに鎮圧された。他方、ウルリヒとシュヴァーベン同盟との関係もひどく険悪なもので、一揆鎮圧後のウルリヒはシュヴァーベン同盟との抗争に巻き込まれることになる。
1511年、ウルリヒはバイエルン公アルブレヒト4世と妃クニグンデの娘でマクシミリアン1世の姪でもあるザビーナと結婚した。この結婚は完全な失敗で、ウルリヒはハンス・フォン・フッテン（ウルリヒ・フォン・フッテンの親戚）という騎士の妻を愛人にし、1515年には口論の末にフッテンを殺害した。フッテンの死はウルリヒに対する臣民達の不満をさらに増幅させた。一方、妻ザビーナは伯父のマクシミリアン1世と弟のバイエルン公ヴィルヘルム4世の手助けで暴力を振るう夫の許から逃れようとし、ウルリヒは2度も帝国追放令を受けた。
1519年7月にマクシミリアン1世が死ぬと、シュヴァーベン同盟はついにウルリヒとの戦争を起こし、ウルリヒをヴュルテンベルクから追放した。同盟はその後、ヴュルテンベルク公国を神聖ローマ皇帝カール5世に売却した。ウルリヒに仕えていた騎士ゲッツ・フォン・ベルリヒンゲンはシュヴァーベン同盟と戦うも敗北、ハイルブロンに監禁され、後にカール5世に仕えた。
亡命者となったウルリヒはスイス、フランス、ドイツ諸国を放浪する日々を送り、追い剥ぎをしたり、フランス王フランソワ1世に仕えたりして暮らした。しかしウルリヒはヴュルテンベルクを奪還する希望を捨ててはおらず、1523年頃には福音派（ルター派）に改宗した。復権の機会はドイツ農民戦争の発生とともに訪れた。下層階級の味方を装って「貧農ウルリヒ」などと署名をするウルリヒを、かつてウルリヒ自身の課した重税に苦しめられたことなど忘れていた農民達は喜んで迎えた。1525年2月、フランスやスイスから金と兵士をかき集めたウルリヒはヴュルテンベルクに攻め込んだが、スイス傭兵はパヴィアの戦いで本来の雇い主であるフランソワ1世が捕虜になったと知ると故国に帰ってしまった。農民軍もまったく当てにならず、ウルリヒは数週間後には撤退、逃亡した。
放浪生活のあいだ、ウルリヒはヘッセン伯フィリップ1世と親しい友人になった。ウルリヒの復権はヘッセン方伯フィリップの力で実現するのだが、この復権劇はドイツ宗教改革の政治史においてある程度の役割を果たした。フィリップは1526年に亡命中のウルリヒを復権させたいとの宣言を出し、これに呼応してフランス王フランソワ1世とフルドリッヒ・ツヴィングリも、ハプスブルク家に対する総攻撃のチャンスと見てこれを支援する意思のあることを示した。しかしその他にも様々な障害があり、フィリップが実際に行動を起こしたのは1534年になってからであった。
1534年1月、フランソワ1世はウルリヒの復権計画に対する支援をはっきりと約束した。またシュヴァーベン同盟もこの時期にようやく解体した。ウルリヒとフィリップによる復権の正当性を主張する宣言文が出された後、4月に2人はヴュルテンベルクに侵攻した。カール5世と弟のローマ王フェルディナントは自分達の配下の代官に対しわずかな軍勢しか送りこめず、5月13日のラウフェンの戦いでハプスブルク軍は決定的な敗北を喫した。その数週間後にウルリヒはついにヴュルテンベルク公に返り咲き、6月にカーデンで講和条約に関する交渉が行われ、ローマ王フェルディナントはウルリヒをヴュルテンベルク公として認めるが、ヴュルテンベルクはオーストリア大公国の宗主権下におかれることが条件であった。ウルリヒは条約の内容に不満があったものの、ヘッセン方伯フィリップの懇願に屈してカーデン条約に調印した。
復位したウルリヒは、マルティン・ルターとツヴィングリが唱える宗教改革派の宗教信条を領民に押し付け、広める政策に専念した。多くの修道院が破壊され、没収された教会財産は公爵の貧しい国庫を大いに潤した（ウルリヒによるカトリック修道院の閉鎖と教会財産の没収は、イングランド王ヘンリー8世によるそれと全く同じ時期に、きわめてよく似た手口で行われている）。ところがウルリヒは再び領民に重税を強いたため、一時的に獲得した人気も失った。1536年、ウルリヒはシュマルカルデン同盟に参加したが、指導者の1人であるヘッセン方伯フィリップのカール5世を失墜させようとする目論見には賛成しなかった。
シュマルカルデン戦争中、ウルリヒの軍隊は皇帝軍と戦ったが、ヴュルテンベルクに酷い災難をもたらすことになった。ヴュルテンベルク公国はすぐに皇帝軍に占領され、ウルリヒは1547年にハイルブロンの講和条約に合意せざるを得なくなった。この条約においてカール5世は、ウルリヒを再び廃位させてほしいとするローマ王フェルディナントの望みは無視し、ウルリヒが今後も公国を統治することを認めた。しかしカール5世はウルリヒに多額の賠償金を支払うこと、公国内のいくつかの要塞を破壊すること、そしてウルムにおいて皇帝の前で嘆願を行うことを要求した。結局、1548年5月にアウクスブルクでハイルブロン条約の仮条約に調印をさせられたウルリヒは1550年11月にテュービンゲンで死去し、一人息子のクリストフが後を継いだ。

## 子女
妻ザビーナとの間に1男1女をもうけた。
- アンナ（1513年 - 1530年）
- クリストフ（1515年 - 1568年）